# Juan Simón
Juan Ernesto Simón (Rosario, 1960. március 2. –) argentin válogatott labdarúgó. 

## Klubcsapatban
1977 és 1983 között a Newell’s Old Boysban játszott. 1983-tól 1988-ig Franciaországban szerepelt, 1983 és 1986 között a Monaco, 1986 és 1988 között a Strasbourg játékosa volt. 1988-tól 1994-ig a Boca Juniors csapatát erősítette.

## A válogatottban
Tagja volt az 1977-ben ifjúsági világbajnokságot nyerő U20-as argentin válogatott keretének. 
1980 és 1990 között 13 alkalommal szerepelt az argentin válogatottban. Részt vett az 1990-es világbajnokságon, ahol az összes mérkőzésen kezdőként lépett pályára.

## Sikerei, díjai
Boca Juniors
- Argentin bajnok (1): 1992 Apertura
- Recopa Sudamericana győztes (1): 1989
- Supercopa Sudamericana győztes (1): 1989
- Copa Master de Supercopa győztes (1): 1992
- Copa de Oro győztes (1): 1993

Argentína U20
- Ifjúsági világbajnok (1): 1977

Argentína
- Világbajnoki döntős (1): 1990